# Vita Landoaldi
De Vita Landoaldi, feitelijk Vita, translationes, miracula Landoaldi, Landradae et sociorum Vita, translationes, miracula sancti Landoaldi. Elevatio sanctae Landradae is een hagiografie die toegeschreven wordt aan Heriger van Lobbes en omstreeks 980 tot stand zou zijn gekomen.
Het geschrift beschrijft het leven van de Heiligen Landoaldus en Landrada, en ook de wonderen die door hun toedoen zouden zijn verricht. Over het auteurschap bestond enige twijfel, zo werd het vroeger toegeschreven aan Notger. Wel heeft Notger een voorwoord in het werk geschreven, gericht aan Womar, de 22e abt van de Sint-Baafsabdij te Gent.
De Vita Landoaldi is een voorbeeld geworden voor de latere beschrijving van heiligenlevens.